# 廣門正行
廣門 正行（ひろかど まさゆき、1969年 - ）は、日本の数学者。福岡県の出身。教育者である。広島市立大学准教授。

## 略歴・人物
1969年、福岡県の生まれ。1988年、福岡県立京都高等学校卒業。1993年、東京大学理学部数学科卒業。1995年同大学数理科学研究科修了。1998年、同大学にて博士を取得する。
2001年広島市立大学情報科学部助手、2007年同大学講師、2011年同大学院・情報科学研究科講師。同大学准教授。
- 研究分野は、代数幾何学。
- 専攻は、システム工学専攻数理科学研究。

## 論文
- 廣門正行「Calabi-Yau Threefolds in characteristic p」『代数幾何学シンポジウム記録』第1997巻、京都大学数理解析研究所、1997年、111-120頁、CRID 1050282810812166528、hdl:2433/214671。
- 廣門正行; 伊藤浩行「Calabi-Yau threefolds arising from fiber products of rational quasi-elliptic surfaces, I」『Arkiv for Matematik 45』2007年、279-296頁、CRID 1010000781939755778。
- 廣門正行; 伊藤浩行「Calabi-Yau threefolds arising from fiber products of rational quasi-elliptic surfaces, II」『Manuscripta Mathematica 125』2008年、325-343頁、CRID 1010000781939755779。
- 「正標数カラビヤウ多様体における超特異性の持つ特徴について」 科学研究費助成事業（2001年 – 2002年） 研究課題/領域番号:13740023

## 書籍
- 『理工系学生のための微分積分 Ｗｅｂアシスト演習付』（共著／桂利行、岡崎悦明、岡山友昭 、齋藤夏雄、佐藤好久、田上真、廣門正行、廣瀬英雄 ）ISBN 978-4-563-01209-0

## 活動
- 2002年 - 「On Del Pezzo fibrations」（広島大学代数幾何セミナー、第6回）[3]